# André De Witte
André De Witte (Scheldewindeke, 31 december 1944 – Salvador, 25 april 2021) was een Belgische geestelijke en bisschop van de Rooms-Katholieke Kerk.

## Levensloop
André De Witte werd geboren op een hoeve op den Hauw als derde kind van Armand en Agnes Delbeke, een landbouwersgezin.
Na zijn priesterstudies (gevolg van de oproep door paus Pius XII in de encycliek Fidei Donum) aan het COPAL (College voor Latijns-Amerika in Leuven) werd hij op 6 juli 1968 priester gewijd door de Gentse hulpbisschop Leo De Kesel.
In 1973 studeerde hij af als landbouwingenieur in Leuven. Hij deed daarna twee jaar parochiestage in Zwijndrecht. 
Eind januari 1976 vertrok hij naar het bisdom Alagoinhas in Brazilië. Hij werkte daar 18 jaar in de parochie van Inhambupe en de landpastoraal van het bisdom. Hij werd in die periode bisschoppelijk vicaris van Sertão, geestelijk directeur van de seminaristen, diocesane coördinator van de landpastoraal en vicaris-generaal.

## Bisschop
Op 8 juni 1994 werd André De Witte door paus Johannes Paulus II benoemd tot 4e bisschop van het bisdom Ruy Barbosa en op 28 augustus gewijd door de aartsbisschop van Salvador, kardinaal Lucas Moreira Neves. Arthur Luysterman, de bisschop van Gent, was mede-consecrator, samen met Jaime Mota de Farias, de bisschop van Alagoinhas. Op 18 september begon hij zijn nieuwe zending in zijn bisdom. Als bisschopsleuze koos hij Cristo Sempre.
Van 1995 tot 2003 was hij voorzitter van de SPM (Serviço Pastoral dos Migrantes). 
Hij was ook voorzitter van het IRPAA (Instituto Regional da Pequena Agropecuária Apropriada) met Centrum in Juazeiro en vertegenwoordigde de katholieke kerk in de CESE (Coordenadoria Ecumênica de Serviços).
In 2000 werd zijn bisdom een zusterbisdom van het bisdom Gent.
Op 24 augustus 2008 zegende hij te Feira de Santana het nieuw seminarie "O Bom Pastor" van zijn bisdom in, samen met verschillende bisschoppen, onder wie Luc Van Looy, bisschop van Gent.
In 2015 werd hij verkozen tot vicevoorzitter van de CPT (Comissão Pastoral da Terra) van de Braziliaanse bisschoppen.
In een pastorale brief van oktober 2018 schreef hij dat gelovigen politici die enkel bekommerd zijn om hun eigen imago en niet om het algemeen welzijn niet kunnen steunen. Hiervoor kreeg hij de goedkeuring van de Braziliaanse bisschoppenconferentie, maar haalde de woede over zich van de toenmalige presidentskandidaat en latere president van Brazilië Jair Bolsonaro. 
Eind december 2019 bood hij (zoals het kerkelijk recht voorschrijft, op 75-jarige leeftijd) aan paus Franciscus zijn ontslag aan, die het op 15 april 2020 aanvaardde.
André De Witte overleed op 25 april 2021, in het ziekenhuis van Salvador.